# 烏茲別克斯坦飲食

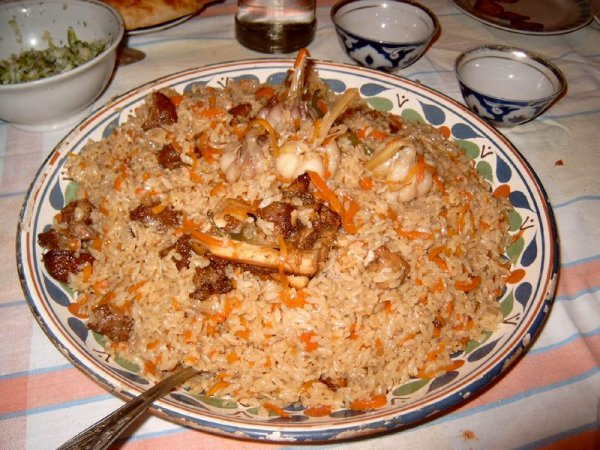
抓饭

烏茲別克斯坦飲食是指烏茲別克斯坦人民的飲食習慣。 主食主要有面包、面条、抓饭，肉类以羊肉和牛肉为主，也包括馬肉以及馬肉香腸，山羊肉则较为少见。蘇聯時代引入馬鈴薯。